# HD 23277
HD 23277 är en vit dubbelstjärna i huvudserien i Giraffens stjärnbild..
Stjärnan har den kombinerade visuella magnituden +5,39 och är synlig för blotta ögat vid normal seeing.